# Cleora tora
Cleora tora es una especie de polilla de la familia Geometridae. La especie fue descrita por primera vez por Louis Beethoven Prout en 1926 con distribución en Madagascar. El holotipo de la especie fue descrita en los alrededores de Antsiranana.